# Montebuono
Montebuono – miejscowość i gmina we Włoszech, w regionie Lacjum, w prowincji Rieti. Według danych na rok 2004 gminę zamieszkiwały 913 osoby, 48,1 os./km².